# 刻纹云斑蛛
刻纹云斑蛛（学名：Cyrtophora lacunaris）为园蛛科云斑蛛属的动物。在中国大陆，分布于云南等地，多生活于乔木上。该物种的模式产地在云南中甸县虎跳江。